# Indian-Airlines-Flug 403
Auf dem Indian-Airlines-Flug 403 (Flugnummer: IC403) ereignete sich am 17. Dezember 1978 auf dem Flughafen Hyderabad-Begumpet ein schwerer Flugunfall, als eine Boeing 737-2A8 der Fluggesellschaft Indian Airlines mit dem Luftfahrzeugkennzeichen VT-EAL beim Start verunglückte. Bei dem Unfall kamen vier Menschen ums Leben. Unfallursache waren nicht ausgefahrene Vorflügel.

## Flugzeug
Bei dem verunglückten Flugzeug handelte es sich um eine Boeing 737-2A8, die zum Zeitpunkt des Unfalls 7 Jahre und 10 Monate alt war. Die Maschine wurde im Werk von Boeing in Renton (Washington) montiert und absolvierte am 25. Februar 1971 ihren Erstflug, ehe sie im März desselben Jahres an Indian Airlines ausgeliefert wurde. Das Flugzeug trug die Werksnummer 20485, es handelte sich um die 277. Boeing 737 aus laufender Produktion. Die Maschine wurde mit dem Luftfahrzeugkennzeichen VT-EAL zugelassen. Das zweistrahlige Schmalrumpfflugzeug war mit zwei Triebwerken des Typs Pratt & Whitney JT8D-9A ausgestattet.

## Unfallhergang
Die Maschine hatte eine Freigabe zum Start von Startbahn 09 des Flughafens Hyderabad-Begumpet erhalten. Durch eine technische Fehlfunktion fuhren die Vorflügel nicht aus, wodurch es unmittelbar nach dem Abheben zu einem Strömungsabriss kam. Der Start wurde abgebrochen und die Maschine machte eine Bauchlandung mit eingefahrenem Fahrwerk. Bei der Bauchlandung setzte die Maschine mit Linksneigung und nach oben ausgerichteter Flugzeugnase auf der Mittellinie der Startbahn auf. Anschließend schlitterte die Maschine ca. 940 Meter weiter, durchschlug die Flughafenumzäunung, rutschte über einen Kanal und kam in steinigem Gelände zum Stehen. Ein Brand brach aus, durch den das Flugzeug völlig zerstört wurde.

## Opfer
Ein Passagier wurde getötet, außerdem starben drei Arbeiter, die zum Zeitpunkt des Unfalls im Bereich der Flughafenumzäunung das Gras mähten und von der Maschine erfasst wurden.

## Unfallursache
Als Ursache des Unfalls vermerkten die Ermittler den Umstand, dass die Auftriebshilfen unmittelbar nach dem Rotieren nicht verfügbar waren.